# Anthony French
Anthony Philip French (Brighton, 19 november 1920 – Cambridge, 3 februari 2017) was een Brits hoogleraar natuurkunde aan het Massachusetts Institute of Technology. Hij maakte als onderzoeker deel uit van het Manhattanproject en werd later een vernieuwer van het natuurkunde-onderwijs.

## Jeugd
Anthony French groeide op in Brighton. Hij ging in 1939, daags voor het uitbreken van de Tweede Wereldoorlog, studeren aan de Universiteit van Cambridge en verkreeg daar zijn BA in general natural sciences in 1942.

## Tube Alloys en Manhattanproject
In datzelfde jaar wierf zijn Zwitserse docent Egon Bretscher hem als medewerker van het Cavendish-laboratorium in het Britse project met de codenaam Tube Alloys, bedoeld om een atoombom te bouwen. Tube Alloys werd in 1944 samengevoegd met het Amerikaanse Manhattan Project. French werd gedetacheerd in Los Alamos (Project Y). Hij maakte deel uit van Teller's ‘Super group’, die onder meer werkte aan de ontwikkeling van een waterstofbom. Later herinnerde Anthony French zich dat “ik, vanaf het moment dat ik naar Los Alamos ging, nooit iets van doen had met de splijtingsbom.”

## AERE
Na de oorlog sloten de Amerikanen de Britten uit van het Manhattan-project, omdat Churchill zich volgens hen niet aan de afspraken had gehouden. French keerde terug naar het Verenigd Koninkrijk, waar hij een paar jaar bij het nieuw opgerichte Atomic Energy Research Establishment (AERE) in Harwell in Oxfordshire werkte. Intussen was hij gehuwd met Naomi Livesay (…-2001), een wiskundige uit Montana die de IBM-machines had bediend in Richard Feynman’s ‘rekengroep’ in Los Alamos; de groep berekende hoe groot de schokgolf zou zijn die een implosiebom zou veroorzaken.
In 1948 promoveerde French; voor zijn dissertatie had hij gedeclassificeerde gegevens uit het Manhattanproject gebruikt. Tezelfdertijd werd hij uitgenodigd voor een functie aan de faculteit Natuurwetenschappen aan de Universiteit van Cambridge, waarbij hij zijn onderzoek weer in het Cavendish-laboratorium zou gaan verrichten. Zeven jaar was hij fellow en leider van de faculteit aan Pembroke College (Cambridge).

## VS
In 1955 verhuisde het gezin French naar Amerika en Anthony French kreeg een aanstelling aan de Universiteit van South-Carolina, als onderzoeker en voorzitter van de sectie Natuurkunde. In die periode verschoof zijn accent van onderzoek naar doceren. Hij schreef een tekstboek over de basis van natuurkunde. In 1962 verruilde hij, nadat hij was benaderd door Jerrold Zacharias, zijn baan voor een positie aan de faculteit Natuurkunde van MIT, waaraan hij verbonden bleef tot aan zijn dood. Anthony French interesseerde zich in die periode voornamelijk voor het natuurkunde-onderwijs. In dat kader werd hij in 1975 voorzitter van de Commissie Natuurkunde-onderwijs van de International Union of Pure and Applied Physics (1975-1981) en later voorzitter van de American Association of Physics Teachers (1985-1986). Hij was fellow van de American Physical Society.